# Cow Head
Cow Head är en ort i Kanada.   Den ligger i provinsen Newfoundland och Labrador, i den östra delen av landet, 1 400 km öster om huvudstaden Ottawa. Cow Head ligger 6 meter över havet och antalet invånare är 475.
Terrängen runt Cow Head är platt. Havet är nära Cow Head åt nordväst. Trakten är glest befolkad. Cow Head är det största samhället i trakten. 